# 死人パーティ
「死人パーティ」（原題：Dead Man's Party ）は、『バフィー 〜恋する十字架〜』の第3シーズン第2話。バフィーがかつての級友たちと再会する物語である。

## 解説
バフィーの自宅に飾られたナイジェリアの仮面が敵役として登場する。

## ストーリー
第1話「アン」で母のもとに戻ったバフィー。早速ジョイスはバフィーをサニーデール高校に復学させようとする。しかし校長のスナイダーは頑として受け入れず、ジョイスは次の手段としてバフィーを私立学校に編入学させようとする。その日の午後、自宅を整理していたバフィーは棚の奥に猫の死骸を発見する。死骸を自宅の庭に埋める。だが、埋められた猫は翌日元気な姿で帰宅する。気味が悪くなったバフィーは猫をジャイルズに預ける。
パーティ
ジョイスはバフィーのためにホームパーティを開く。しかし、壁の仮面の呪いで町中で死者が蘇り始めていた。そして蘇った死者たちはバフィーの自宅を急襲する。防戦するバフィーだったが、ジョイスの友人パットも含め、招待客が相次いで殺される。戦いのさなか、ベッドに安置されたパットはゾンビマスターとして蘇ってしまう。バフィーはナイジェリアの仮面をつけたパットと戦い、仮面をスコップで叩き割る。するとゾンビたちは何事もなかったように消滅してしまう。
翌日
ジャイルズは校長に対し、バフィーを復学させるよう説得する。なおも説得に応じない校長に、ジャイルズは襟首をつかみ脅しをかけた。

## 配役
※俳優名（役名/声優名）の順。

### メイン・キャスト
- サラ・ミシェル・ゲラー（バフィー・アン・サマーズ / 水谷優子）
- ニコラス・ブレンドン（ザンダー・ハリス / 鳥海勝美）
- アリソン・ハニガン（ウィロー・ローゼンバーグ / 大坂史子）
- カリスマ・カーペンター（コーディリア・チェイス / 手塚ちはる）
- アンソニー・スチュワート・ヘッド（ルパート・ジャイルズ / 金尾哲夫）
- デヴィッド・ボレアナズ（エンジェル / 堀内賢雄）
- セス・グリーン（ダニエル・"オズ" オズボーン / 佐々木望）

### ゲスト出演
- クリスティン・サザーランド（ジョイス・サマーズ / 松岡洋子）
- アーミン・シマーマン（スナイダー校長 / 水内清光）
- ナンシー・リネハン （パット）

### 助演
- ダニー・ストロング （ジョナサン・レビンソン）
- ジェイソン・ホール（デヴォン・マクリッシュ）
- ポール・モーガン・ステトラー（若い医者）
- クリス・ガナント（麻薬常用者）

クレジットなし
- ヒース・キャスター（パーティの客）
- スコット・ダシー（パーティに押しかけたゾンビ）